# CDKN2AIPNL
CDKN2AIPNL (англ. CDKN2A interacting protein N-terminal like) – білок, який кодується однойменним геном, розташованим у людей на 5-й хромосомі. Довжина поліпептидного ланцюга білка становить 116 амінокислот, а молекулярна маса — 13 196.
| 10         |  | 20         |  | 30         |  | 40         |  | 50         |
| ---------- |  | ---------- |  | ---------- |  | ---------- |  | ---------- |
| MVGGEAAAAV |  | EELVSGVRQA |  | ADFAEQFRSY |  | SESEKQWKAR |  | MEFILRHLPD |
| YRDPPDGSGR |  | LDQLLSLSMV |  | WANHLFLGCS |  | YNKDLLDKVM |  | EMADGIEVED |
| LPQFTTRSEL |  | MKKHQS     |  |            |  |            |  |            |

A: Аланін

C: Цистеїн

D: Аспарагінова кислота

E: Глутамінова кислота

F: Фенілаланін

G: Гліцин

H: Гістидин

I: Ізолейцин

K: Лізин

L: Лейцин

M: Метіонін

N: Аспарагін

P: Пролін

Q: Глутамін

R: Аргінін

S: Серин

T: Треонін

V: Валін

W: Триптофан

Задіяний у таких біологічних процесах, як ацетилювання, альтернативний сплайсинг. 